# Хямет-Ахти, Леена
Райя-Леена (в большинстве источников просто Леена) Хямет-Ахти, урождённая Хямет (фин. Raija-Leena Hämet-Ahti, o.s. Hämet, род. 1931) — финский ботаник. Профессор-эмерит Хельсинкского университета. Действительный член Финской Академии науки и литературы с 1991 года.

## Биография
Райя-Леена Хямет родилась 3 января 1931 года в общине Куусамо провинции Северная Остроботния. Закончила Хельсинкский университет, занималась изучением биоклиматических зон растительности северного полушария, особенно таких регионов, которые подобны хвойным лесам северной Финляндии. В 1963 году защитила докторскую диссертацию, посвящённую горным березовым лесам финской Лапландии и Северной Норвегии. С 1974 по 1994 года занимала должность адъюнкт-профессора кафедры систематики растений Хельсинкского университета. Возглавляла Ботанический сад университета.
Является одним из авторов основополагающих таксономических справочников по растениям Финляндии — Retkeilykasviota (издания 1984 и 1998 годов) и Suomen puu- ja pensaskasviota («Деревья и кустарники Финляндии», 1992). Среди таксонов, на которые распространяются научные ботанические интересы Хямет-Ахти, можно выделить роды Ожика (Luzula) и Ситник (Juncus) семейства Ситниковые (Juncaceae), особенно те виды этих родов, которые распространены в Северной Европе, Северной Америке и Восточной Азии; является членом международной рабочей группы по подготовке монографии семейства Ситниковые для серии «Флора мира».
Лауреат премии Финского культурного фонда (1990). В 2007 году Финское биологическое общество Ванамо наградило Хямет-Ахти серебряной медалью «в знак признания её многочисленных достижений в ботанике и в знак благодарности за её преподавание в университете, популяризацию науки и сохранение культурного наследия Финляндии». Её книга Maarianheinä, mesimarja ja timotei была удостоена государственной премии Финляндии в области научных публикаций (1987), а книга Suomen puu- ja pensaskasvio была избрана лучшей научной книгой года (1989).
Муж — финский ботаник (лихенолог) Теуто Тапио Ахти (род. 1934).